# Lekkoatletyka na Letnich Igrzyskach Olimpijskich 1924 – bieg na 800 m mężczyzn
Bieg na 800 m mężczyzn był jedną z konkurencji lekkoatletycznych na Letnich Igrzyskach Olimpijskich 1924. Zawody odbyły się w dniach 6-7 lipca. W zawodach uczestniczyło 43 zawodników z 21 państw.

## Rekordy
| Rekord świata     | 1:51,9 | Ted Meredith | Sztokholm (SWE) | 8 lipca 1912 |
| Rekord olimpijski | 1:51,9 | Ted Meredith | Sztokholm (SWE) | 8 lipca 1912 |

## Wyniki

### Runda 1
Trzech najszybszych zawodników z każdego biegu awansowało do półfinałów.
Bieg 1
| Miejsce | Zawodnik        | Czas   | Kwal. |
| ------- | --------------- | ------ | ----- |
| 1       | René Wiriath    | 1:59,0 | Q     |
| 2       | Bill Richardson | 1:59,6 | Q     |
| 3       | Gösta Jansson   | 1:59,9 | Q     |
| 4       | Clifford Davis  |        |       |
| 5       | Ludwig Deckardt |        |       |
| 6       | Vilém Šindler   |        |       |
| 7       | Édouard Armand  |        |       |

Bieg 2
| Miejsce | Zawodnik              | Czas   | Kwal. |
| ------- | --------------------- | ------ | ----- |
| 1       | Clarence Oldfield     | 1:58,0 | Q     |
| 2       | Harry Houghton        | 1:58,4 | Q     |
| 3       | Schuyler Enck         | 1:58,6 | Q     |
| 4       | Maurice Grosclaude    |        |       |
| 5       | Mario-Giuseppe Bonini |        |       |
| 6       | Eduard Riedl          | 2:02,5 |       |
| 7       | Juan Escutia          |        |       |

Bieg 3
| Miejsce | Zawodnik      | Czas   | Kwal. |
| ------- | ------------- | ------ | ----- |
| 1       | Paul Martin   | 2:00,2 | Q     |
| 2       | Sven Lundgren | 2:01,4 | Q     |
| 3       | Jack Harris   | 2:01,6 | Q     |
| 4       | Malcolm Boyd  |        |       |

Bieg 4
| Miejsce | Zawodnik       | Czas   | Kwal. |
| ------- | -------------- | ------ | ----- |
| 1       | Adriaan Paulen | 1:59,2 | Q     |
| 2       | John Watters   | 1:59,8 | Q     |
| 3       | Tom McKay      | 2:00,1 | Q     |
| 4       | Puccio Pucci   |        |       |
| 5       | Roy Norman     |        |       |
| 6       | Narciso Costa  |        |       |
| –       | Józef Jaworski | DNF    |       |

Bieg 5
| Miejsce | Zawodnik         | Czas   | Kwal. |
| ------- | ---------------- | ------ | ----- |
| 1       | Rudolf Johansson | 1:57,6 | Q     |
| 2       | François Morren  |        | Q     |
| 3       | Edgar Mountain   |        | Q     |
| 4       | Ferruccio Bruni  |        |       |
| 5       | Hec Phillips     |        |       |
| 6       | Stefan Ołdak     | 2:09,0 |       |
| –       | Wim Bolten       | DNF    |       |

Bieg 6
| Miejsce | Zawodnik           | Czas   | Kwal. |
| ------- | ------------------ | ------ | ----- |
| 1       | Kai Jensen         | 1:58,4 | Q     |
| 2       | Norman McEachern   |        | Q     |
| 3       | Ray Dodge          |        | Q     |
| 4       | Stefan Kostrzewski | 2:01,6 |       |
| 5       | Menso Menso        |        |       |
| 6       | Jack Newman        |        |       |
| 7       | Christophe Mirgain |        |       |

Bieg 7
| Miejsce | Zawodnik           | Czas   | Kwal. |
| ------- | ------------------ | ------ | ----- |
| 1       | Henry Stallard     | 1:57,6 | Q     |
| 2       | Louis Philipps     | 1:58,6 | Q     |
| 3       | Albert Larsen      | 1:58,8 | Q     |
| 4       | Tokushige Noto     |        |       |
| 5       | Erik Byléhn        |        |       |
| 6       | Ömer Besim Koşalay |        |       |

Bieg 8
| Miejsce | Zawodnik          | Czas   | Kwal. |
| ------- | ----------------- | ------ | ----- |
| 1       | Douglas Lowe      | 1:58,0 | Q     |
| 2       | Georges Baraton   | 1:59,2 | Q     |
| 3       | Charles Hoff      | 2:02,1 | Q     |
| 4       | Karel Přibyl      | 2:03,8 |       |
| 5       | Guillermo Amparan |        |       |

### Półfinały
Trzech najszybszych zawodników z każdego biegu awansowało do finału.
Półfinał 1
| Miejsce | Zawodnik          | Czas   | Kwal. |
| ------- | ----------------- | ------ | ----- |
| 1       | Henry Stallard    | 1:54,2 | Q     |
| 2       | Bill Richardson   | 1:55,0 | Q     |
| 3       | Paul Martin       | 1:55,6 | Q     |
| 4       | Rudolf Johansson  | 1:55,7 |       |
| 5       | Kai Jensen        |        |       |
| 6       | Clarence Oldfield |        |       |
| 7       | Georges Baraton   | 1:57,6 |       |
| 8       | Tom McKay         | 1:58,5 |       |

Półfinał 2
| Miejsce | Zawodnik         | Czas   | Kwal. |
| ------- | ---------------- | ------ | ----- |
| 1       | Douglas Lowe     | 1:56,8 | Q     |
| 2       | Harry Houghton   | 1:57,3 | Q     |
| 3       | John Watters     | 1:57,4 | Q     |
| 4       | Sven Lundgren    | 1:57,6 |       |
| 5       | Norman McEachern | 1:58,3 |       |
| 6       | François Morren  | 1:58,5 |       |
| 7       | René Wiriath     | 1:59,6 |       |
| 8       | Albert Larsen    | 2:00,2 |       |

Półfinał 3
| Miejsce | Zawodnik       | Czas   | Kwal. |
| ------- | -------------- | ------ | ----- |
| 1       | Ray Dodge      | 1:57,0 | Q     |
| 2       | Schuyler Enck  | 1:57,6 | Q     |
| 3       | Charles Hoff   | 1:58,4 | Q     |
| 4       | Adriaan Paulen | 1:58,8 |       |
| 5       | Gösta Jansson  | 1:59,4 |       |
| 6       | Jack Harris    |        |       |
| 7       | Edgar Mountain |        |       |
| 8       | Louis Philipps |        |       |

### Finał
| Miejsce | Zawodnik        | Czas   |
| ------- | --------------- | ------ |
| 1       | Douglas Lowe    | 1:52,4 |
| 2       | Paul Martin     | 1:52,6 |
| 3       | Schuyler Enck   | 1:53,0 |
| 4       | Henry Stallard  | 1:53,0 |
| 5       | Bill Richardson | 1:53,8 |
| 6       | Ray Dodge       | 1:54,2 |
| 7       | John Watters    | 1:54,8 |
| 8       | Charles Hoff    | 1:56,7 |
| 9       | Harry Houghton  | 1:58,0 |